# Virologia

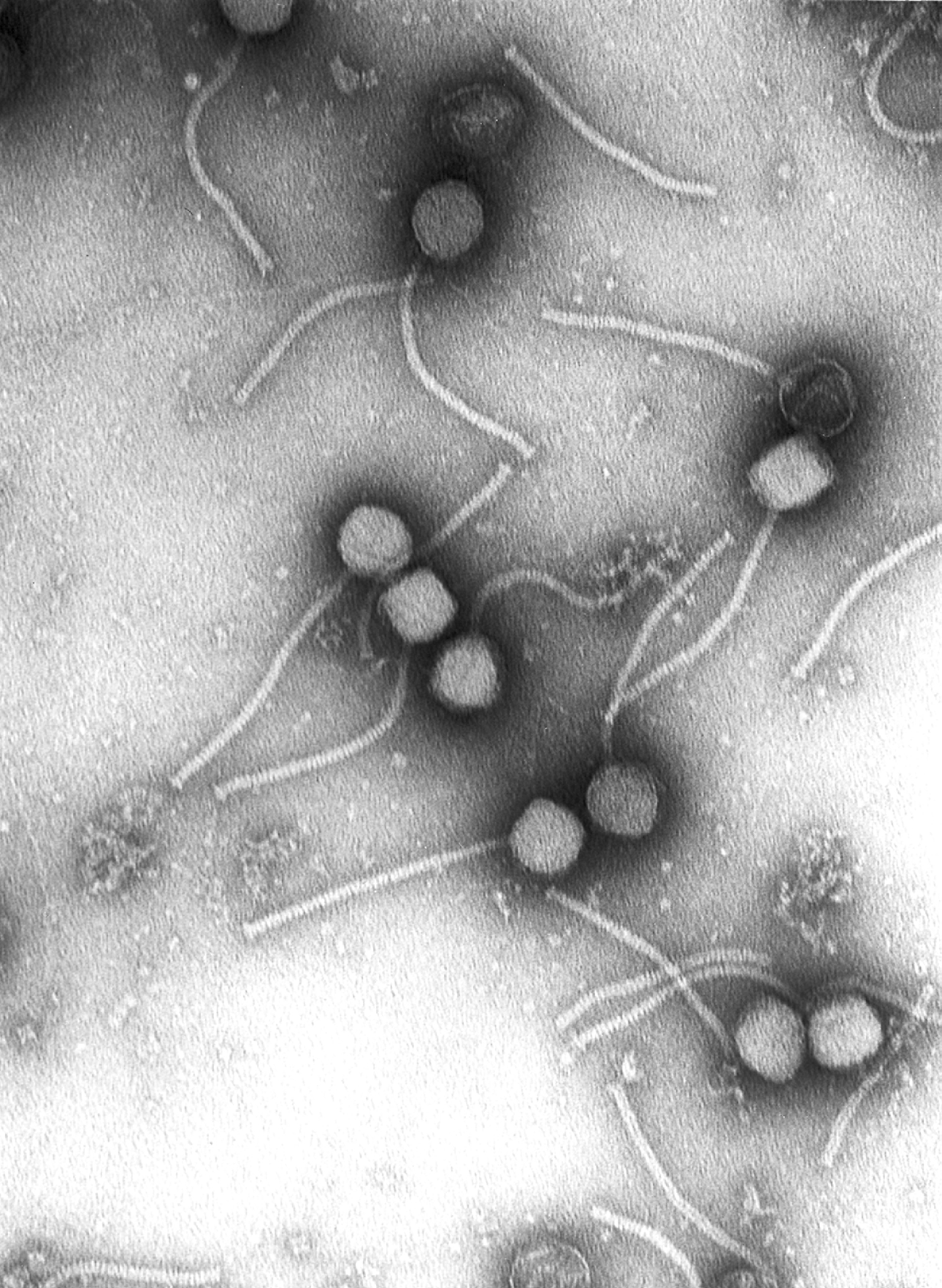
Gamma Phage, un esempio di un virus

La virologia è la disciplina biologica (branca della microbiologia) e medica che studia i virus, le malattie che essi causano e le cure per contrastarle.

## Storia
- 1885: Louis Pasteur mette a punto il vaccino contro la rabbia, peraltro prima che se ne scoprisse la natura virale;
- 1898: Friedrich Loeffler e Paul Frosch riconoscono l'esistenza di agenti d'infezione più piccoli dei batteri (agenti filtrabili) in seguito alla dimostrazione della trasmissibilità per mezzo di filtrati acellulari dell'afta epizootica;
- 1901: Walter Reed scopre il virus della febbre gialla, il primo trasmesso dagli artropodi ad essere individuato;
- 1903: Adelchi Negri descrive la presenza di grosse inclusioni citoplasmatiche (corpi di Negri) nelle cellule nervose di uomini e animali infettati dal virus della rabbia;
- 1909: Karl Landsteiner ed Erwin Popper, mediante inoculazione intracerebrale di un filtrato di midollo spinale di un paziente affetto da poliomielite, trasmettono la malattia ai primati, dimostrando che l'agente responsabile è un virus;
- 1912: Alexis Carrel utilizza le prime colture di embrioni per la coltivazione dei virus.

## Virologo
Il virologo è il professionista competente in virologia. L'eventuale tutela del titolo nonché il percorso di qualifica per acquisirlo dipendono dalla legislazione di ciascuna nazione al mondo.
I virus possono infettare qualsiasi forma di vita, e il loro studio necessita di competenze mediche, biologiche e statistiche. Il percorso formativo per diventare virologo è quindi abbastanza variegato.

### Italia
In Italia possono diventare virologi medici, veterinari, biologi e laureati in biotecnologia (che si occuperanno della parte non medica), farmacisti e chimici (fino al 2012/2013 accesso permesso alla scuola di specializzazione di area sanitaria), ma anche statistici (non si diventa virologi ma specialisti in statistica sanitaria e biometria).
Medici e biologi (per farmacisti e chimici non più permesso dal 2015) approfondiranno la loro formazione in microbiologia, statistica medica oppure igiene e medicina preventiva con un percorso post laurea. Gli statistici dovranno invece approfondire le loro conoscenze biologiche, sanitarie e di biostatistica.
Dapprima una professione sottovalutata, i virologi hanno acquisito sempre più notorietà in seguito all'avvento della pandemia di COVID-19, raggiungendo la fama di ben più famosi influencer e personaggi televisivi.

## Struttura e classificazione dei virus
Le dimensioni dei virus variano da circa 20 a 300 nm, perciò la maggior parte di essi non può essere osservata al microscopio ottico. Tuttavia, la forma e la struttura dei virus possono essere studiate con la microscopia elettronica, la spettroscopia di risonanza magnetica nucleare e, molto comunemente, con la cristallografia a raggi X.
Una delle principali correnti della virologia è la classificazione dei virus. I virus possono essere classificati in base al tipo di cellula ospite che infettano: zoovirus (cellula animale), fitovirus (cellula vegetale), fungivirus (cellula fungina) e batteriofago (virus che infetta i batteri, categoria che comprende i virus più complessi). Un'altra classificazione si basa sulla forma geometrica del loro capside (spesso un'elica o un icosaedro) o sulla struttura del virus (presenza o assenza di un involucro lipidico, per esempio). Il sistema di classificazione più diffuso distingue i virus in base al tipo di acido nucleico che utilizzano come materiale genetico e al metodo di replicazione che utilizzano per indurre la cellula ospite a produrre nuove particelle virali. 
Si distinguono tra:
- Virus a DNA (suddivisi in virus a DNA a doppio filamento e virus a DNA a singolo filamento, meno comuni);
- Virus a RNA (suddivisi in virus a RNA a singolo filamento a polarità positiva, virus a RNA a singolo filamento a polarità negativa, retrovirus e i meno comuni virus a RNA a doppio filamento).